# TVR1
TVR1 (en rumano: TVR Unu) es el principal canal de televisión del ente de radiodifusión pública rumano TVR. Su programación es generalista e incluye informativos, ficción y entretenimiento.

## Historia
El canal inició emisiones el 31 de diciembre de 1956. La emisión se recibió en aquella época sólo en Bucarest, en cientos de televisores importados de la URSS para las personalidades del momento. Luego de la emisión inaugural, el canal fue suspendido por dos meses, con el fin de completar el estudio de locución y las primeras instalaciones. Todo el equipamiento utilizado al principio en la televisión rumana era ruso. Este proyecto fue realizado por el Instituto de Ingeniería de Leningrado. Un equipo ruso llegó a Bucarest para participar en la instalación de equipos y la formación de personal técnico.
En 1958 los principales acontecimientos nacionales e internacionales se presentaban en una emisión diaria titulada Informațiile după-amiezii, después convertida en Jurnalul Televiziunii.
En 1965 el canal alcanzaba el 40% del territorio rumano.
En 1968 TVR1 dejó de ser el único canal de televisión en Rumanía ante la creación de TVR2 (entonces llamado Programul 2).
En 1985 Programul 2 cesó sus emisiones por orden del régimen, y la programación televisiva de TVR1 se limitó a sólo 2 horas al día, y los programas estaban dedicados principalmente al culto a la personalidad de Nicolae Ceaușescu y su esposa Elena.
En 1989 TVR fue uno de los objetivos principales durante la Revolución Rumana de 1989, y grabó el inicio de la misma. Ceauşescu estaba dando el 21 de diciembre un discurso a la multitud desde uno de los balcones de la sede del Comité Central del PCR en Bucarest, cuando de repente la gente congregada comenzó a lanzar vivas a los disidentes de Timisoara y a silbar. En ese momento, la cámara enfocó hacia un edificio y la señal se fue a negro. Un día después la emisora sería tomada por el Frente de Salvación Nacional, que rebautizaría a la cadena como Televiziunea Română Liberă (Televisión rumana libre), símbolo de la caída del poder del régimen comunista. Posteriormente Ceauşescu y su mujer serían asesinados el 25 de diciembre.
En 1992 se introdujo el servicio de teletexto y, para el año 2001, TVR1 empezó a emitir las 24 horas del día.
En diciembre de 2005 TVR1 inició sus emisiones en TDT y en 2016 el canal adaptó el formato 16:9.
El 3 de noviembre de 2019, tras el cierre de TVR HD; TVR1 lanzó su señal HD, al igual que TVR2.

## Programación
El canal contiene una programación generalista, desde noticias (destacando su telediario Telejurnal), espectáculos, series, cine y programas de entretenimiento. También emite programas para las minorías en el país:
- Kronika (en húngaro).[3]
- Magazin în limba maghiară (en húngaro).
- Akzente (en alemán).
- Magazin în limba germană (en alemán).